# Präsidentschaftswahl in der Ukraine 1991

Ergebnis der Präsidentenwahl 1991. Krawtschuk (blau) gewann in nahezu allen Oblasten. Lediglich drei Oblaste im Westen konnte Tschornowil (orange) für sich gewinnen

Die Präsidentschaftswahl in der Ukraine 1991 war die erste Wahl des Staatsoberhauptes der Ukraine sowie die erste freie Wahl in dieser seit dem Jahr 1918. Sie fanden am 1. Dezember 1991 statt.
Aus der Wahl ging bereits im ersten Wahlgang der unabhängige Kandidat Leonid Krawtschuk mit einer Zustimmung von 61,59 Prozent der abgegebenen Stimmen als Sieger hervor und wurde im Anschluss erster Präsident der Ukraine.
Am selben Tag wurde das Referendum über die Unabhängigkeit der Ukraine abgehalten, das von allen sechs Kandidaten um das Präsidentenamt unterstützt wurde und eine Zustimmung von 92,3 Prozent fand.
Die Wahl des Staatsoberhauptes, der sich sechs Kandidaten stellten, hatte folgendes Ergebnis:
| Bild                                            | Name                                            | Partei                                             | Stimmen    | Prozent |
| ----------------------------------------------- | ----------------------------------------------- | -------------------------------------------------- | ---------- | ------- |
|                                                 | Leonid Krawtschuk                               | unabhängig                                         | 19.643.481 | 61,59   |
|                                                 | Wjatscheslaw Tschornowil                        | Volksbewegung der Ukraine                          | 7.420.727  | 23,27   |
|                                                 | Lewko Lukjanenko                                | Ukrainische Republikanische Partei                 | 1.432.556  | 4,49    |
|                                                 | Wolodymyr Hrynow                                | Partei der demokratischen Wiedergeburt der Ukraine | 1.329.758  | 4,17    |
|                                                 | Ihor Juchnowskyj                                | unabhängig                                         | 554.719    | 1,74    |
|                                                 | Leopold Taburjanskyj                            | Volkspartei                                        | 182.713    | 0,57    |
| Gegenstimmen / Enthaltungen / ungültige Stimmen | Gegenstimmen / Enthaltungen / ungültige Stimmen | Gegenstimmen / Enthaltungen / ungültige Stimmen    | 1.327.788  |         |
| abgegebene Stimmen gesamt                       | abgegebene Stimmen gesamt                       | abgegebene Stimmen gesamt                          | 31.891.742 | 100     |
| Registrierte Wähler gesamt / Wahlbeteiligung    | Registrierte Wähler gesamt / Wahlbeteiligung    | Registrierte Wähler gesamt / Wahlbeteiligung       | 37.885.555 | 84,16   |